# P·J·歐魯克
派屈克·傑克·歐魯克（英語：Patrick Jake O'Rourke，1947年11月14日—2022年2月15日）是美國的一位政治諷刺家和記者。他是卡托研究所的研究員，也是大西洋月刊的記者。自2011年開始，他是每日野獸的專欄作家。他在英國也很著名，在1990年代曾長期出演英國航空的電視廣告。